# 卡普拉尼卡
卡普拉尼卡（義大利語：Capranica），是意大利维泰博省的一个市镇。总面积40.74平方公里，人口6589人，人口密度161.7人/平方公里（2009年）。ISTAT代码为056014。